# Soyouz TMA-19
Soyouz TMA-19 est une mission spatiale dont le lancement a eu lieu le 15 juin 2010 depuis le Cosmodrome de Baikonour. Elle transporte trois membres de l'Expédition 24 vers la Station spatiale internationale. Il s'agit du 106e vol d'un vaisseau Soyouz depuis le premier en 1967.

## Équipage

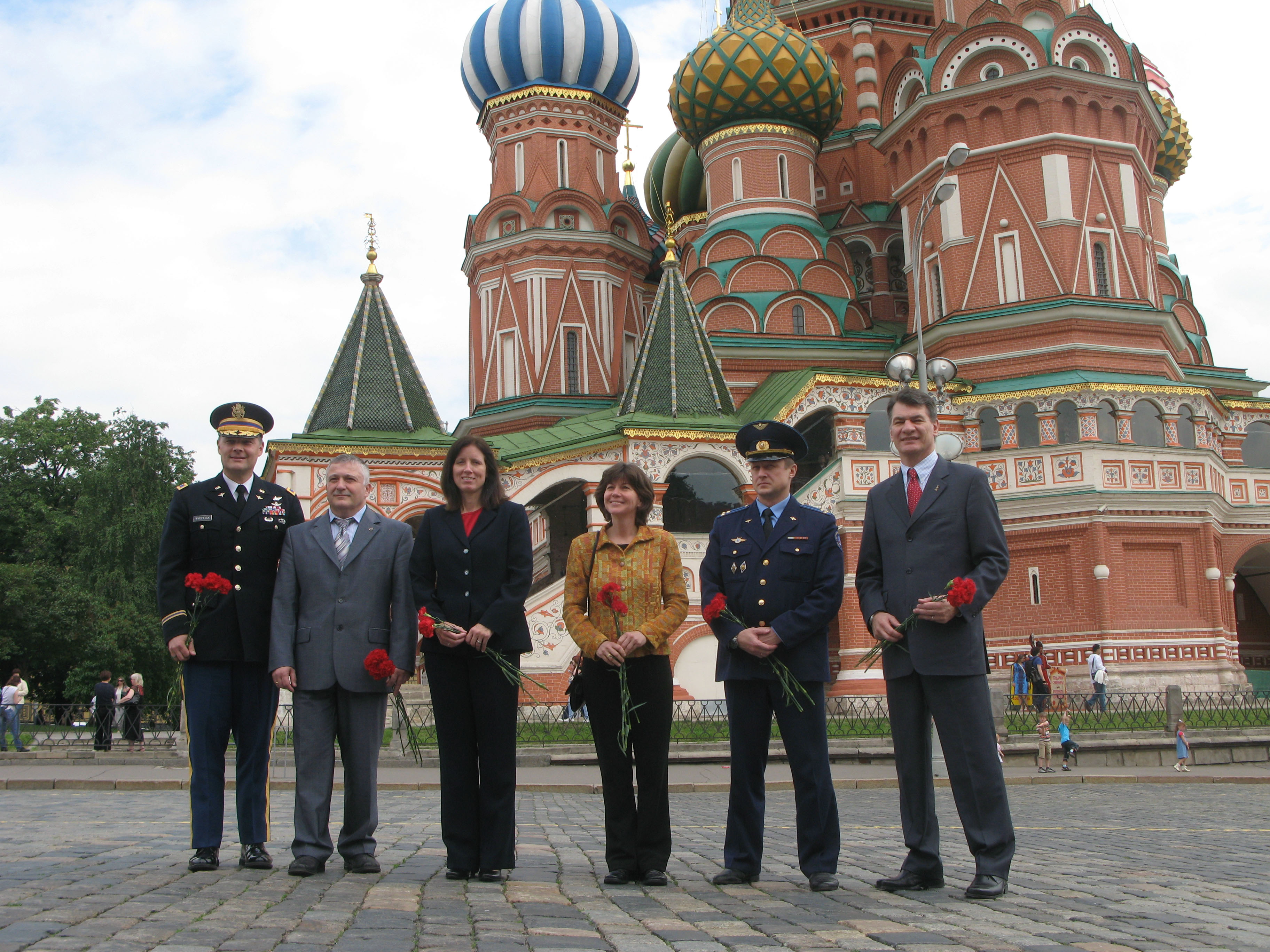
Les équipages principal et de secours du Soyouz TMA-19 pendant leur tour de cérémonie de la Place Rouge le 31 mai 2010.

- Commandant : Fyodor Yurchikhin (3),  Russie
- Ingénieur de vol 1 : Shannon Walker (1),  États-Unis
- Ingénieur de vol 2 : Douglas H. Wheelock (2),  États-Unis

Le chiffre entre parenthèses indique le nombre de vols spatiaux effectués par l'astronaute, Soyouz TMA-19 inclus.

### Équipage de remplacement
- Commandant : Dmitri Kondratyev,  Russie
- Ingénieur de vol 1 : Paolo Nespoli,  Italie
- Ingénieur de vol 2 : Catherine Coleman,  États-Unis

## Galerie

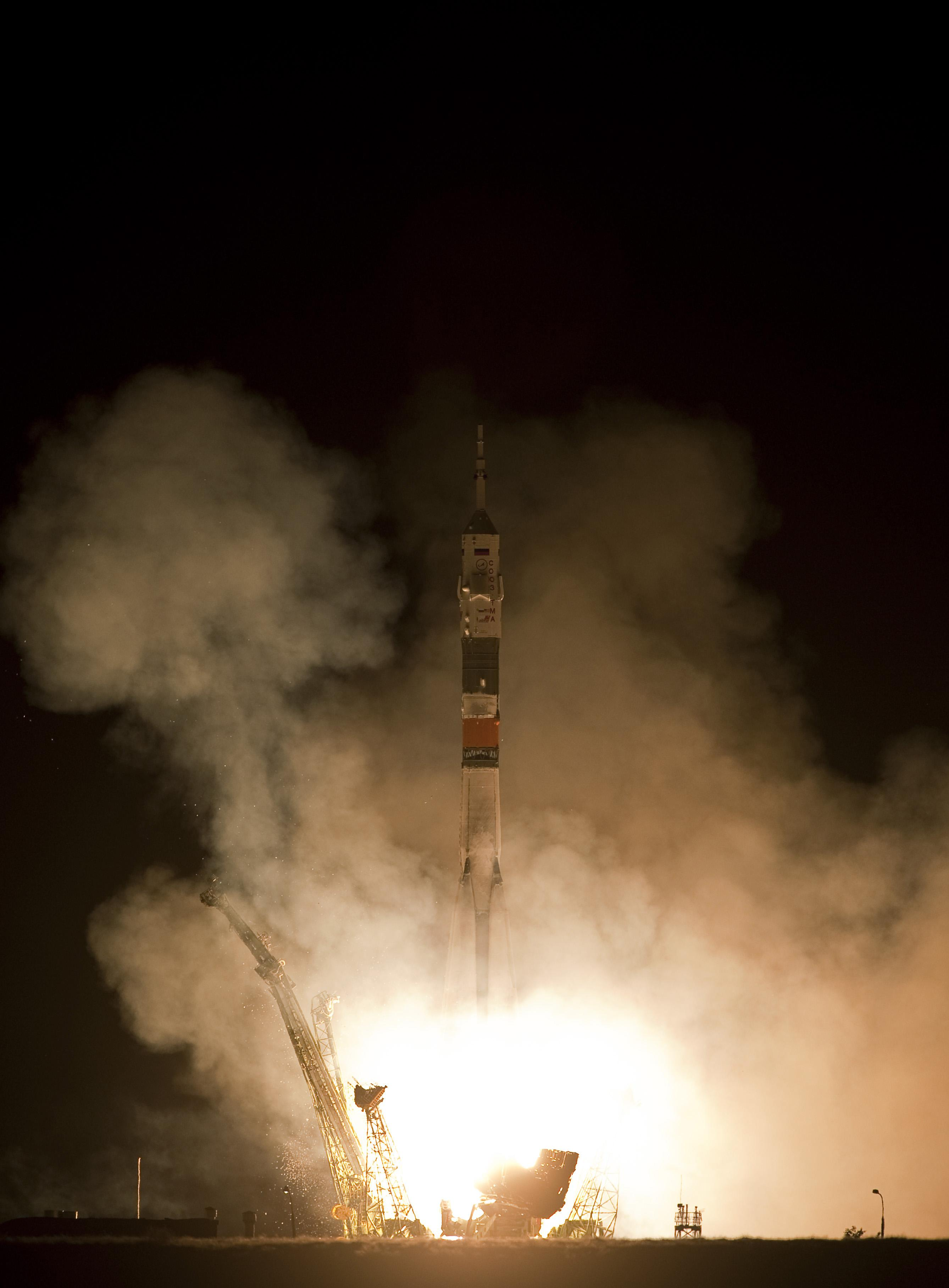
Décollage de Soyouz TMA-19.
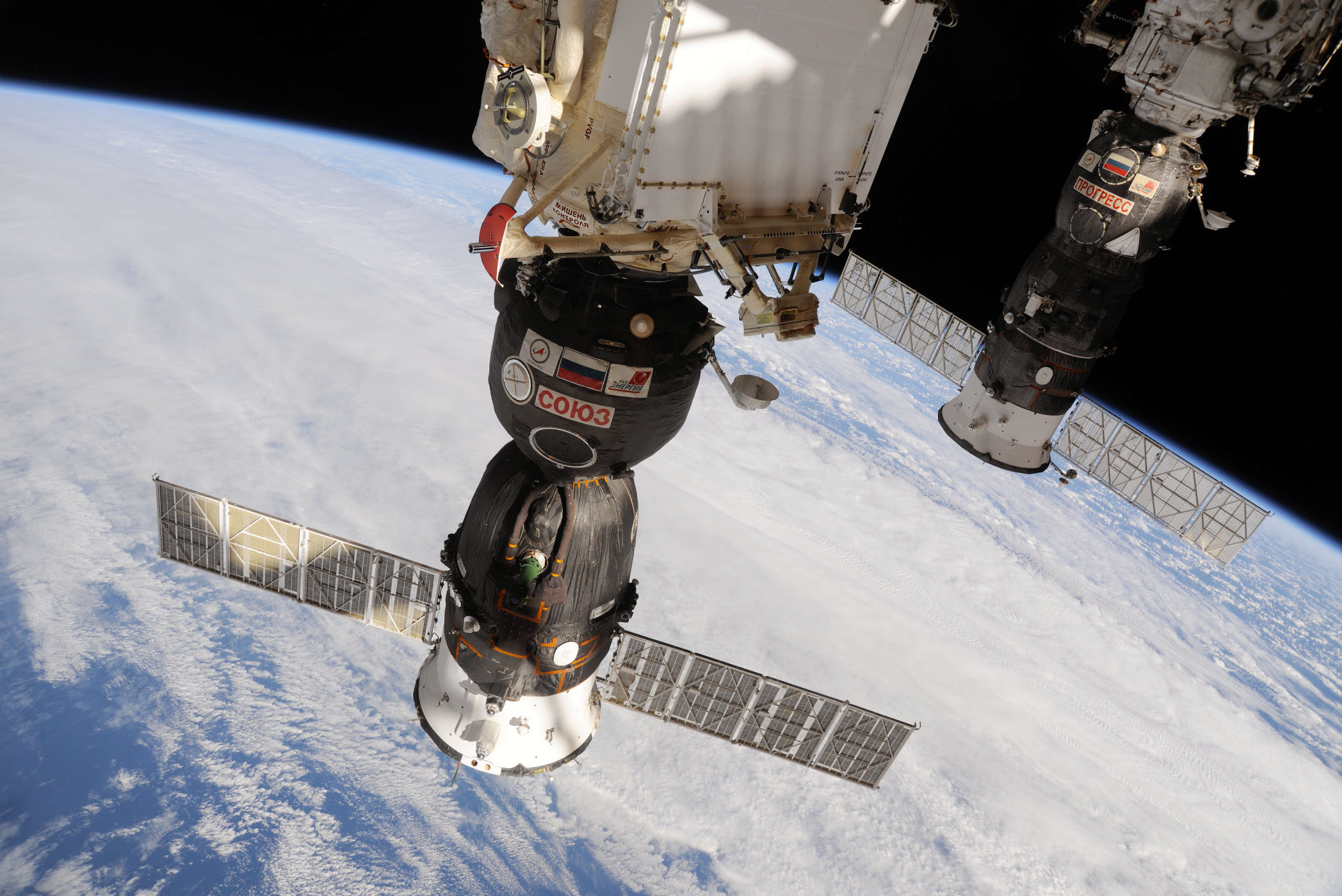
TMA-19 amarré à l'ISS.
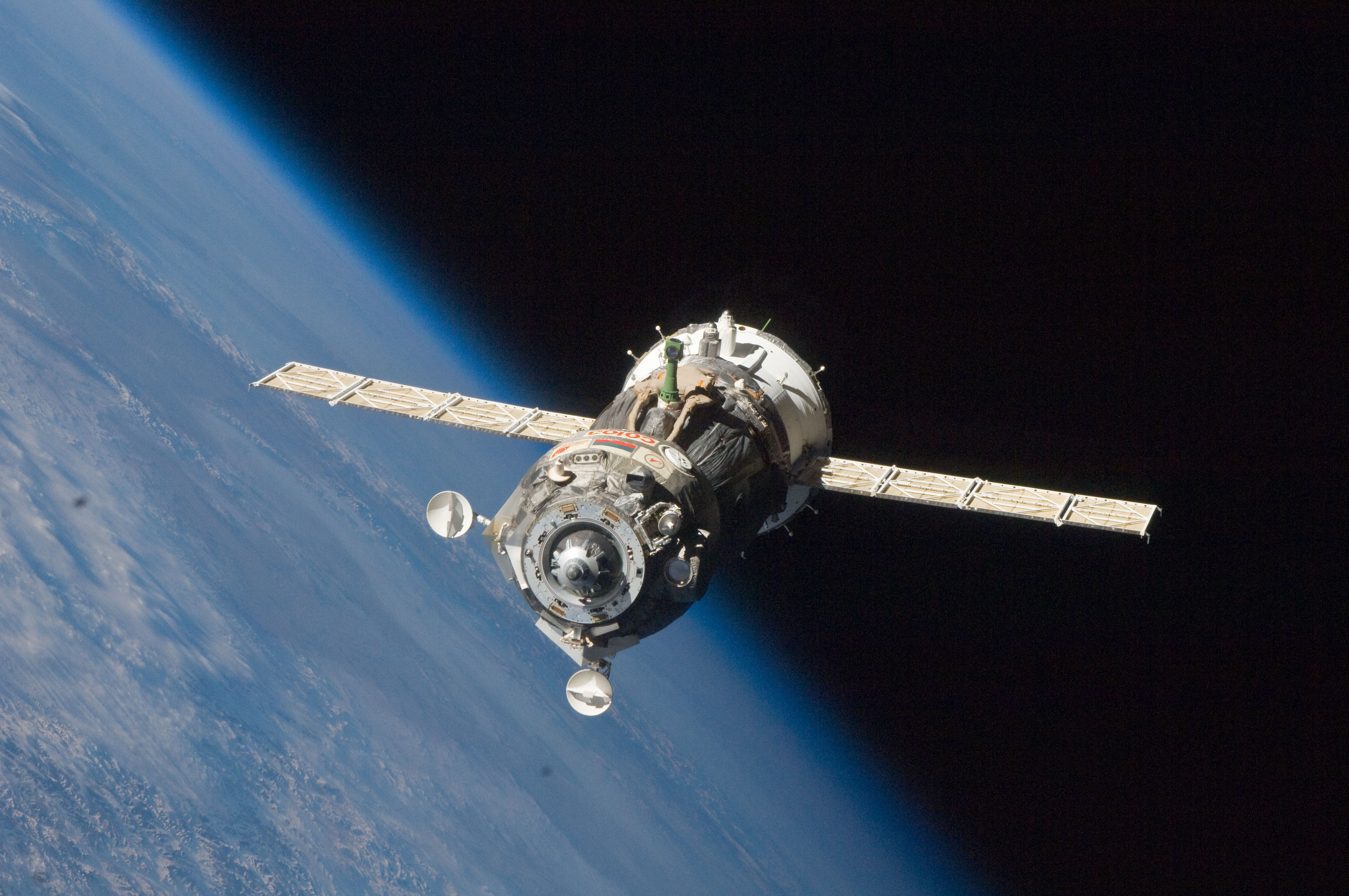
Le vaisseau spatial Soyouz TMA-19 quitte l'ISS.
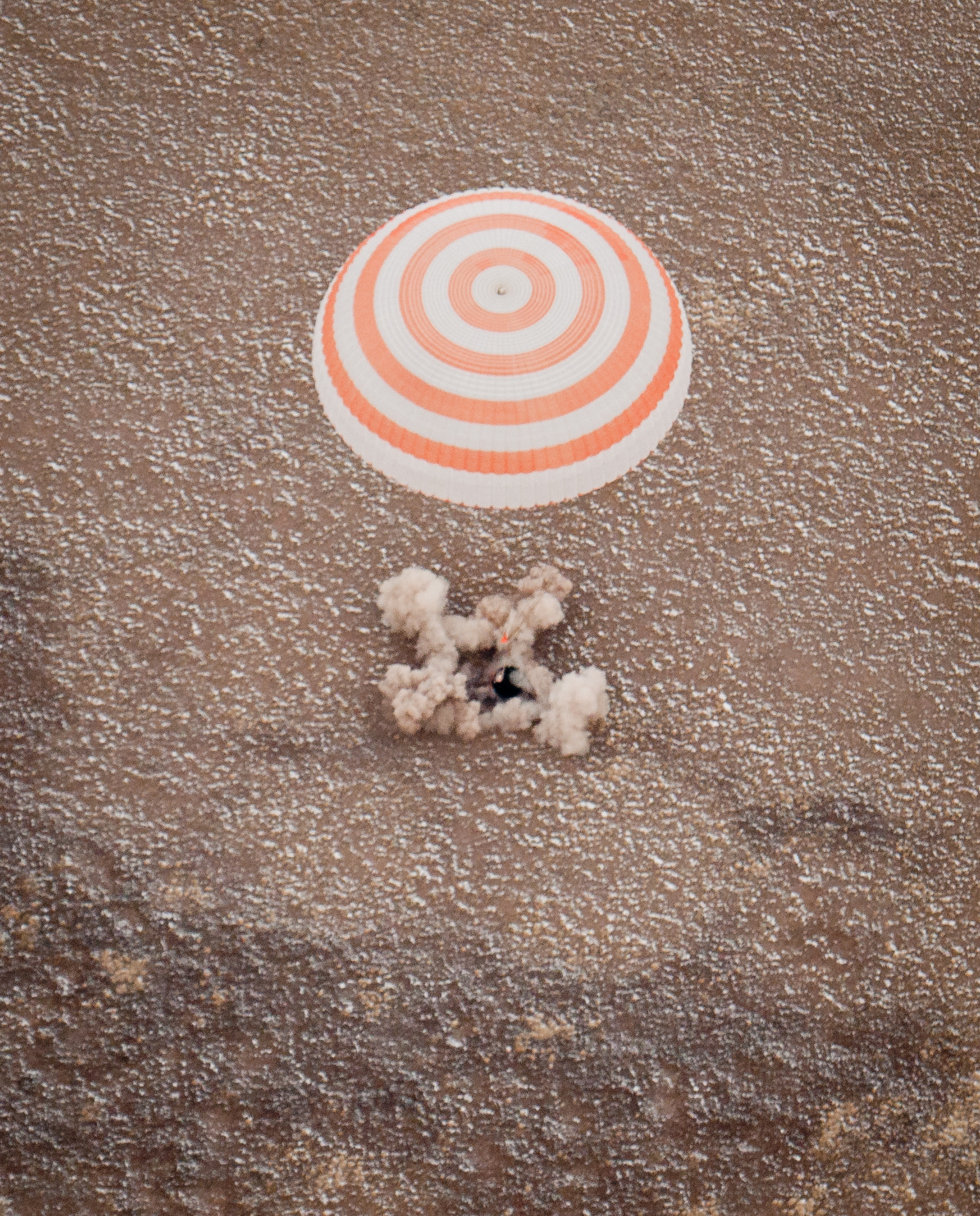
Atterrissage de Soyouz TMA-19.
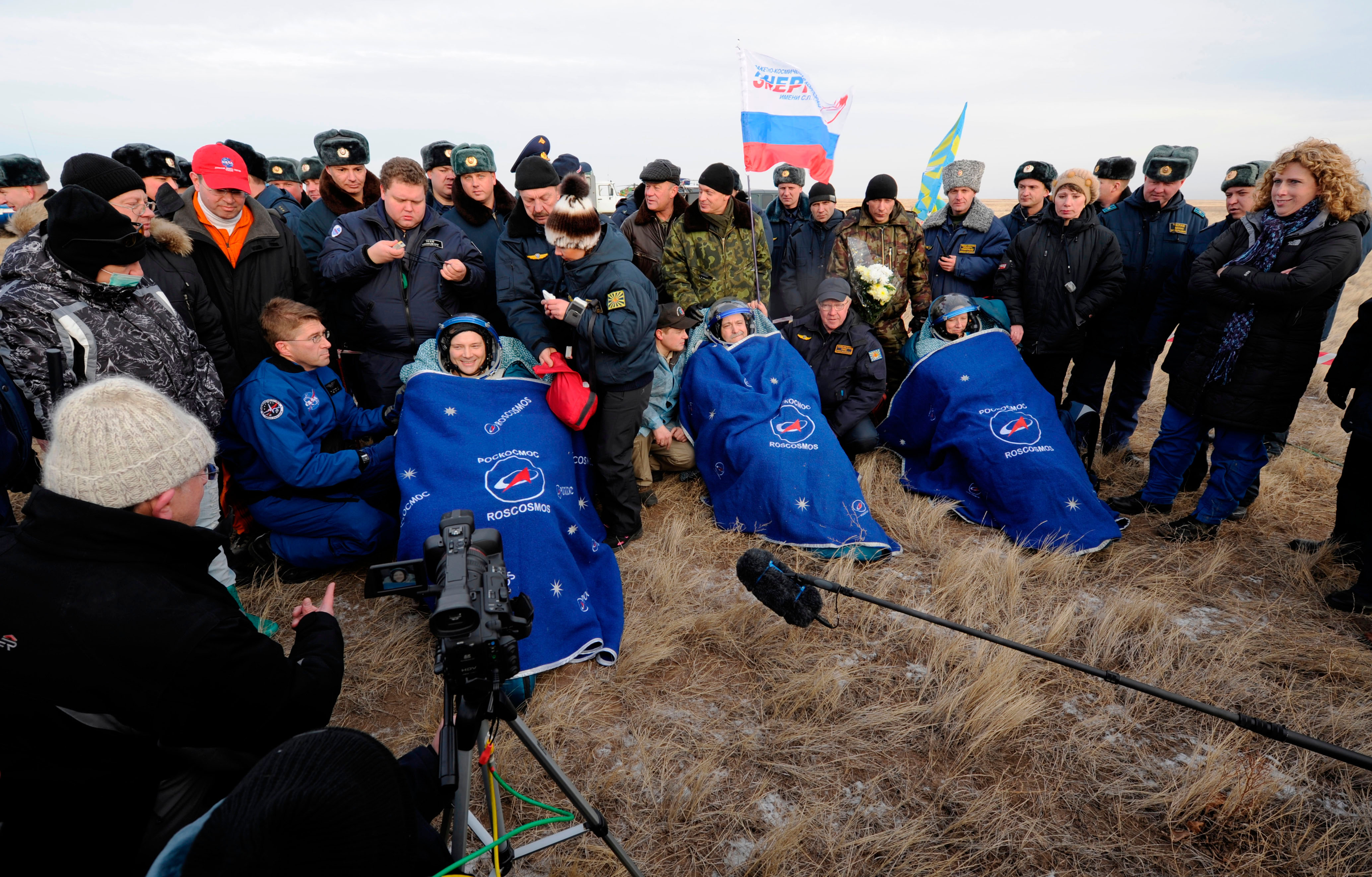
Les membres d'équipage de Soyouz TMA-19 après l'atterrissage.